# Historisches Bahnbetriebswerk Gera

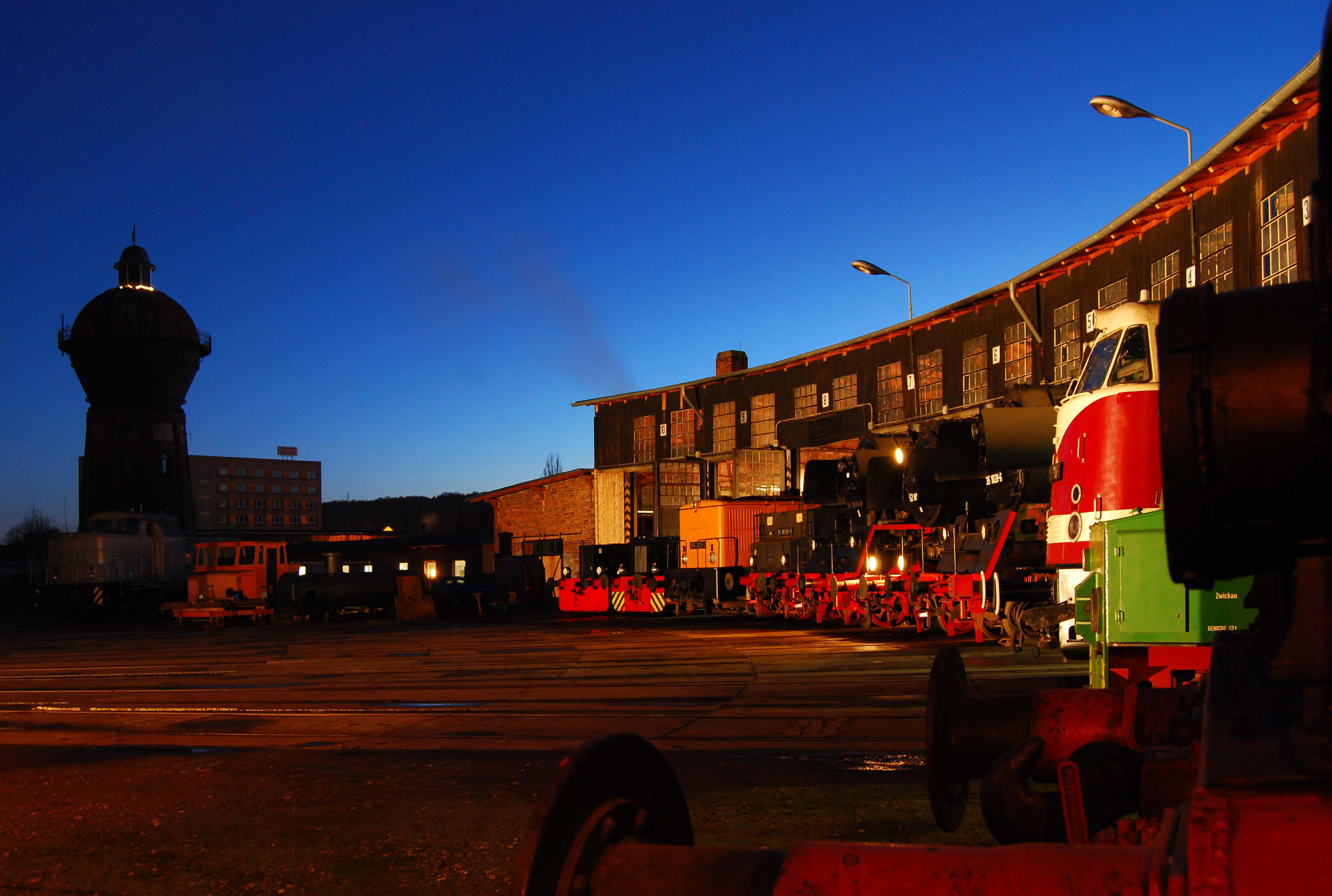
Lokschuppen und Wasserturm zur Blauen Stunde

Das Historische Bahnbetriebswerk Gera liegt nördlich des Geraer Hauptbahnhofs an der Eselsbrücke und umfasst den westlichen Teil des ehemaligen Bahnbetriebswerks (Bw) Gera. Zu der Anlage gehören neben einem Lokomotivschuppen mit 10 Gleisen und einer Drehscheibe der markante Wasserturm sowie das ehemalige Reichsbahn-Kulturhaus.

## Geschichte
Der westliche Teil des ehemaligen Bahnbetriebswerks wurde 2011 von der Deutschen Bahn AG mit dem Ziel erworben, die Anlage insgesamt als lebendiges Eisenbahnmuseum zu betreiben, zur Versorgung von Dampflokomotiven wieder in Betrieb zu nehmen sowie hier einige für den Eisenbahnbetrieb in Gera typische Fahrzeuge museal der Nachwelt zu erhalten.
Fast alle Gebäude werden mittlerweile wieder genutzt, und das Gelände ist Heimat für mehrere Vereine.

## Fahrzeuge
Neben den Dampflokomotiven 23 1028, 23 1074 und 52 8001 umfasst der aktuelle Fahrzeugbestand einen Eisenbahndrehkran EDK 6, einen Packwagen für Güterzüge sowie weitere Fahrzeuge.

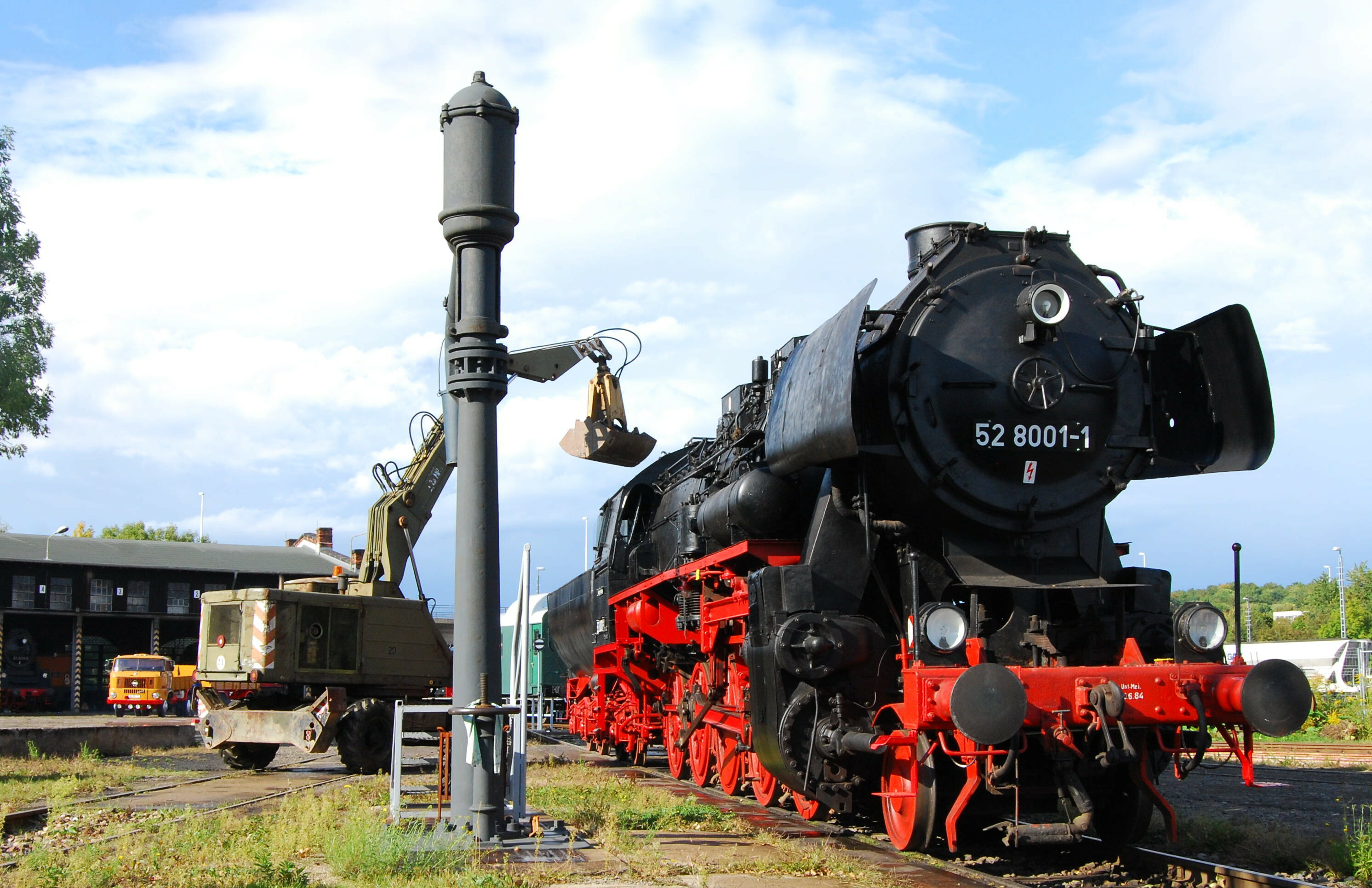
Tag des Umschlagwesens 2017
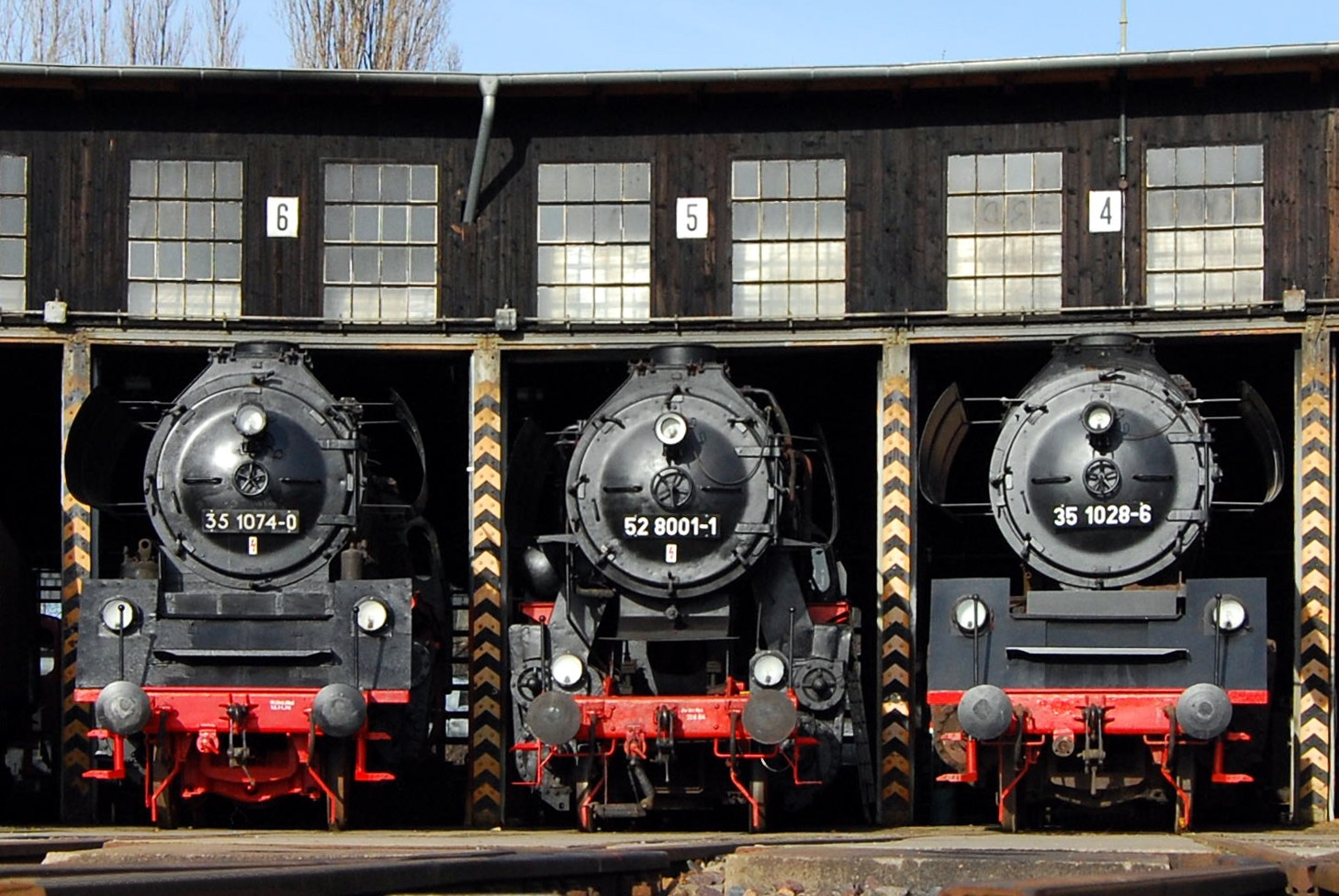
Lokomotiven 35 1074, 52 8001 und 35 1028
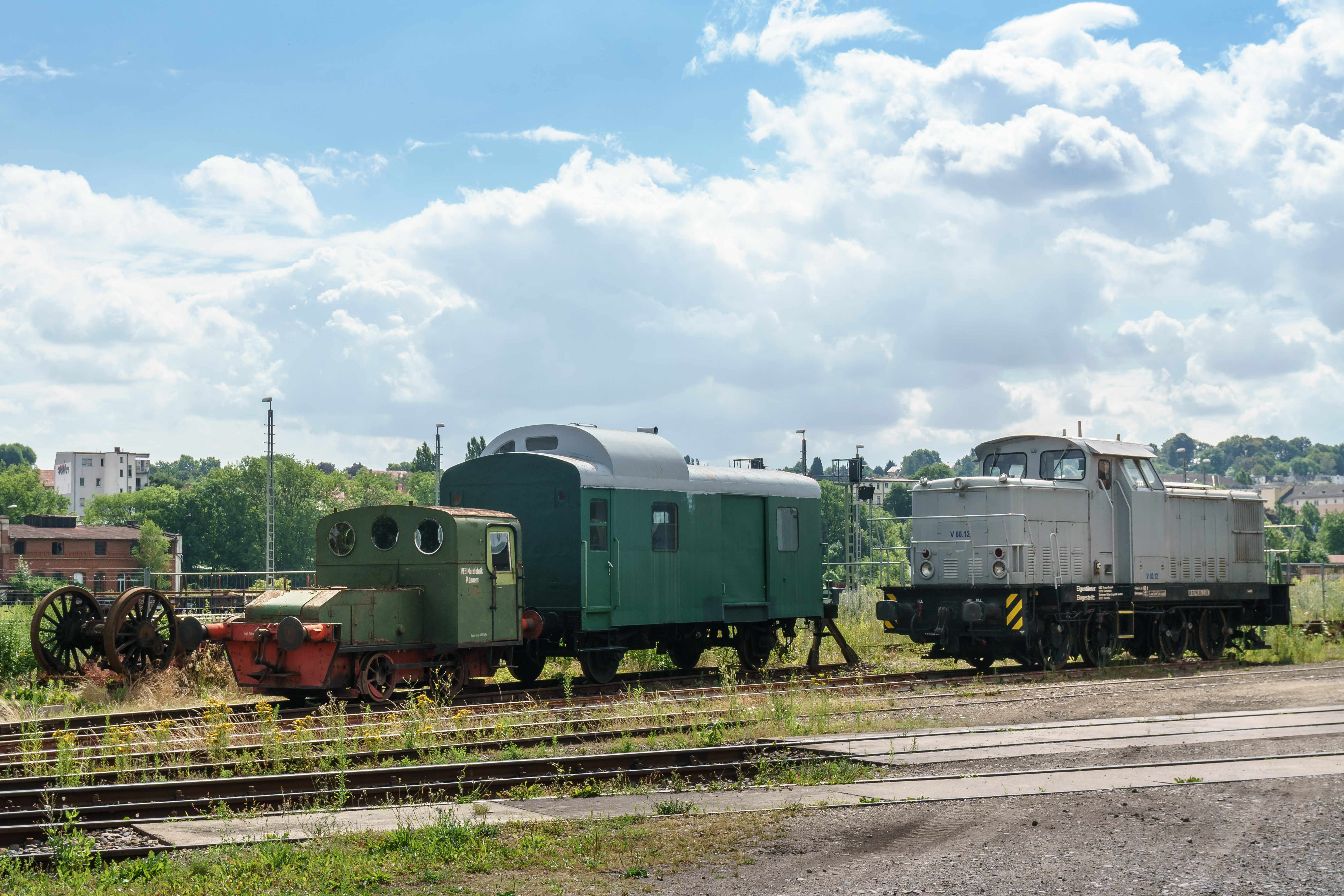
Bahnbetriebswerk Gera mit erhaltener ML 232 R

## Bauwerke
Geprägt wird das gesamte Areal von dem markanten, Anfang des 20. Jahrhunderts errichteten Wasserturm mit kugelförmigem Behälter der Bauart Klönne.
Neben dem Ringlokschuppen mit zehn Gleisen gehört zur Anlage auch das ehemalige Reichsbahn-Kulturhaus, das für private Veranstaltungen genutzt wird.

## Veranstaltungen und Besucherverkehr
Neben öffentlichen Veranstaltungen zum Thema Eisenbahn sind in den letzten Jahren weitere Veranstaltungen hinzugekommen, wie Feuerwehrübungen, Oldtimer-Treffen, Veranstaltungen Straße/Schiene und Fotoshootings.